# Die Morde des Herrn ABC
Die Morde des Herrn ABC (Originaltitel The A.B.C. Murders) ist der 18. Kriminalroman von Agatha Christie. Er erschien zuerst am 6. Januar 1936 im Vereinigten Königreich im Collins Crime Club und am 14. Februar desselben Jahres bei Dodd, Mead and Company in den USA. Bereits im folgenden Jahr gab der Tal-Verlag Leipzig die erste deutsche Übersetzung von Kurt Ziegler unter dem Titel Der ABC-Fahrplan heraus. 1962 veröffentlichte der Scherz Verlag den Roman unter dem Titel Die Morde des Herrn ABC in der bis heute verwendeten Übersetzung von Gertrud Müller neu.
Es ermitteln Hercule Poirot, Arthur Hastings und Chefinspektor Japp.

## Einführung
Der Roman stellt die Persönlichkeiten von Hercule Poirot, Arthur Hastings und Chefinspektor Japp in den Mittelpunkt des Geschehens. Die Erzählform ist ungewöhnlich, da die Erzählperspektive zwischen erster Person und dritter Person wechselt, was jedoch in der Einleitung durch Hastings erläutert wird. Christie hatte bereits zuvor mit dieser Erzählweise experimentiert, die Charles Dickens in Bleak House erstmals angewendet hatte, und zwar in ihrem Roman The Man in the Brown Suit (Der Mann im braunen Anzug, 1924). Zusätzlich ungewöhnlich ist der Umstand, dass die Erzählungen aus der dritten Person stets durch den Erzähler der ersten Person, Hastings, rekonstruiert werden. Diese Erzähltechnik ist etwas umständlich, zeigt aber Christies Versuche, mit der Erzählperspektive zu experimentieren, wie es am besten bei The Murder of Roger Ackroyd (Alibi, 1926) zu ersehen ist.

## Handlung
Hastings wird nach seiner Rückkehr aus Südamerika von seinem alten Freund Poirot, der sich zur Ruhe gesetzt hat, in dessen neue Wohnung eingeladen. Der Belgier berichtet ihm von einem anonymen Brief, der mit ABC unterzeichnet wurde. In diesem Brief wird ihm als Herausforderung für den 21. Juni im Ort Andover eine Straftat angekündigt, die er nun entweder zu vereiteln oder aufzuklären habe. Während Hastings den Brief als Blödsinn abtut, ist Poirot beunruhigt und hat daher auch Scotland Yard in der Person von Chefinspektor Japp informiert. Als am fraglichen Tag aus Andover kein Mord gemeldet wird, sind alle zunächst beruhigt. Doch am folgenden Tag wird die Leiche von Alice Ascher gefunden, die wohl am Abend zuvor umgebracht wurde. Die alte Frau war Besitzerin eines kleinen Tabakladens, in dem sie, vermutlich von ihrem letzten Kunden, hinterrücks erschlagen wurde.
Poirot und Hastings schließen nach ihren Befragungen schnell den von ihr getrennt lebenden Ehemann Franz Ascher, einen gebürtigen Deutschen, als Täter aus. Obwohl er aggressiv ist und seiner Frau mehrfach mit Gewalt gedroht hat, scheint es unwahrscheinlich, dass er der Täter ist. Seine Ausdrucksweise und sein Charakter passen nicht zu dem Briefeschreiber, und seine Ehefrau würde ihm während eines Streits kaum den Rücken zugewandt haben. Auf der Ladentheke lag zudem ein Eisenbahnfahrplan, der nicht von Alice verkauft wurde. Dieser so genannte ABC-Plan, in dem alle Angaben alphabetisch angeordnet sind, wurde bewusst platziert und wies keine Fingerabdrücke auf. Dadurch ergibt sich nun die Aufschlüsselung des Pseudonyms, das der Täter absichtlich zurückgelassen hat. Poirot befürchtet weitere Briefe und Morde nach einem „ABC-Komplex“.
Einige Wochen später erhält Poirot wie von ihm erwartet den nächsten Brief, der für den Ort Bexhill-on-Sea ein weiteres Ereignis ankündigt, das er nicht verhindern kann. Elizabeth, „Betty“, Barnard wird am 25. Juli mit ihrem eigenen Gürtel erdrosselt aufgefunden. Aber dabei bleibt es nicht, wiederum einige Wochen später kündigt der ABC-Mörder den nächsten „Fall“ für den 30. des Monats, also den 30. August, in Churston an. Auch dieser Mord an Sir Carmichael Clarke kann, trotz aller polizeilichen Maßnahmen, nicht verhindert werden, da der Brief falsch adressiert war und erst direkt an diesem Tag bei Poirot eintraf. Sir Carmichael wurde, wie Alice, erschlagen.
Poirot und die Polizei tappen zunächst im Dunkeln, aber eine Reihe von Hinweisen deutet auf einen Hausierer hin, der Damenstrümpfe vertreibt. Bereits beim ersten Mordfall hatten Poirot und Hastings in der karg eingerichteten Wohnung von Alice zwischen alten und abgenutzten Sachen ausgerechnet ein Paar nagelneuer Seidenstrümpfe gefunden. Und eine Zeugin beschwerte sich über die Aufdringlichkeit eines Hausierers und erwähnte Strümpfe. Der vierte, für Doncaster am 11. September angekündigte „Zwischenfall“ geht scheinbar schief: Es wird ein Mann in einem Kino erstochen, dessen Name mit „E“ und nicht mit „D“ beginnt. Kurz danach stellt sich der Strumpfhändler Alexander Bonaparte Cust der Polizei und legt ein Geständnis ab. Er war an allen Tatorten anwesend gewesen.
Der Fall scheint abgeschlossen, aber obwohl Cust die Taten zugegeben hat, behauptet er, niemals von Hercule Poirot gehört zu haben. Auch kann er die Briefe nicht erklären, obwohl sie auf seiner eigenen Schreibmaschine verfasst wurden. Cust leidet an Epilepsie und hat Erinnerungslücken. So kann er sich nicht an die eigentlichen Taten erinnern, glaubt aber, sie begangen zu haben, da er stets in der Nähe bzw. am Tatort war. Außerdem deutet er Hinweise, wie zum Beispiel Blutflecken am Ärmel seines Mantels (die jedoch vom tatsächlichen Mörder dort platziert wurden), als Beleg für seine eigene Täterschaft. Zudem hat er für einen der Tatzeitpunkte ein Alibi – statt früh zu Bett zu gehen, war er mit einem anderen Mann in ein Spiel vertieft. Poirot wird misstrauisch und recherchiert weiter.
In einer raschen Wendung des Falls kann Poirot belegen, dass der jüngere Bruder von Sir Carmichael, Franklin Clarke, die Morde als die eines verrückten Serienmörders aussehen lassen wollte. Damit wollte er von dem Mord an seinem Bruder, nach dessen Reichtum er trachtete, ablenken. Franklin hatte Cust zufällig getroffen und ihn ohne dessen Wissen als den Sündenbock seines Plans ausgewählt. Er stellte Cust per Post und damit anonym als Handlungsreisenden ein und stellte durch entsprechende schriftliche Anweisungen sicher, dass seine Route so ablaufen würde, dass Cust jeweils zeitlich passend an den Tatorten auftauchen würde. Außerdem schickte er Cust eine Schachtel mit ABC-Eisenbahnfahrplänen und die Schreibmaschine, auf der er bereits die ABC-Briefe getippt hatte.

## Personen
- Hercule Poirot – Privatdetektiv
- Captain Arthur Hastings, Poirots Freund
- Chefinspektor Japp von Scotland Yard
- Alice Ascher – Inhaberin eines Tabakladens und erstes Mordopfer
- Franz Ascher – ihr Ehemann
- Mary Drower – ihre Nichte
- Betty Barnard – zweites Mordopfer
- Donald Fraser – ihr eifersüchtiger Freund
- Megan Barnard – ihre Schwester
- Sir Carmichael Clarke – drittes Mordopfer
- Franklin Clarke – sein Bruder
- Thora Grey – seine Sekretärin
- Alexander Bonaparte Cust – Hausierer für Strümpfe

## Bezüge zu anderen Werken
Der ermittelnde Chefinspektor Japp, geistig immer zwei Schritte hinter Poirot, tritt seit Christies erstem veröffentlichten Roman Das fehlende Glied in der Kette in zahlreichen Romanen und Geschichten mit Poirot auf. Mit dem Ende der 1930er Jahre enden auch seine Auftritte, zuletzt in Das Geheimnis der Schnallenschuhe.

## Rezeption und Literaturkritik
Bereits in der Literaturbeilage der Times vom 11. Januar 1936 schloss die Rezension mit dieser Folgerung:
If Mrs. Christie ever deserts fiction for crime, she will be very dangerous: no one but Poirot will catch her. (Times, Literary Supplement, 11. Januar 1936)
deutsch: „Falls Mrs. Christie jemals die Fiktion für ein Verbrechen aufgeben sollte, wird sie sehr gefährlich sein: Niemand außer Poirot wird sie schnappen.“

## Wichtige englischsprachige und deutschsprachige Veröffentlichungen
- 1936, Collins Crime Club (London), January 1936, Hardback, 256 S.
- 1936, Dodd Mead and Company (New York), 1936, Hardback, 306 S.
- 1937, Deutsche Erstausgabe unter dem Titel: Der ABC-Fahrplan: Übersetzung von Kurt Ziegler: Tal-Verlag Wien; Leipzig[2]
- 1962, Neuausgabe unter dem Titel Die Morde des Herrn ABC: Übersetzung aus dem Englischen von Gertrud Müller: Scherz Verlag Bern; Stuttgart; Wien[3]
- 2014, Neuübersetzung unter dem Titel Die Morde des Herrn ABC: Übersetzung aus dem Englischen von Gaby Wurster: Atlantik Verlag Hamburg

## Verfilmungen
- Erstmals wurde der Kriminalroman unter dem Titel Die Morde des Herrn ABC (The Alphabet Murders) 1965 mit Tony Randall als Hercule Poirot und Anita Ekberg für das Kino verfilmt. Das Drehbuch entspricht jedoch nur noch in den Hauptmotiven, nicht jedoch bei den meisten Personen, Orten und der Handlung der literarischen Vorlage und wurde mit slapstickartigen Einlagen versehen. Auch die Personen Poirot, Hastings und Japp werden charakterlich völlig verändert. Margaret Rutherford und Stringer Davis haben einen Cameo-Auftritt in ihren Rollen aus den Miss-Marple-Verfilmungen.

- Im Rahmen der Fernsehserie Agatha Christie’s Poirot verfilmte man den Stoff mit geringfügigen Abstrichen (Details, Charaktere) mit David Suchet in der Hauptrolle neu. Die erste Ausstrahlung war am 5. Januar 1992 als erste Folge der vierten Staffel unter dem Titel „Mord nach Fahrplan“.

- Das Mörder-ABC, der erste Teil (2009) der französischen Fernsehserie Kleine Morde, ist auch eine Adaption von „Die Morde des Herrn ABC“. Die Kriminalfälle sind für die Serie in das Frankreich der 30er Jahre versetzt worden – darüber hinaus sind die handelnden Personen ausgetauscht worden. So ermittelt auch nicht Hercule Poirot, sondern der Superintendent Larosière gemeinsam mit dem jungen Inspektor Lampion.

- Eine weitere Verfilmung wurde im Jahr 2018 als Dreiteiler für die BBC produziert. Das Drehbuch schrieb Sarah Phelps, Regie führte Alex Gabassi, die Rolle des Hercule Poirot übernahm John Malkovich.

## Hörbücher
- 2003 Die Morde des Herrn ABC. 3 CDs. Gelesen von Rainer Bock. Regie: Caroline Neven du Mont. Gekürzte Fassung von Angela Thomae. Aus dem Englischen von Renate Weitbrecht: Der Hörverlag München[4]
- 2006 Die Morde des Herrn ABC. 6 CDs. Einzige ungekürzte Lesung. Sprecher: Martin Maria Schwarz. Regie: Hans Eckhardt: Verleger Marburg/Lahn: Verlag und Studio für Hörbuchproduktionen[5]